# 小红花寄生
小红花寄生（学名：Scurrula parasitica var. graciliflora）为桑寄生科梨果寄生属下的一个变种。